# Рока ди Рофено
Рока ди Рофено (итал. Rocca di Roffeno) је насеље у Италији у округу Болоња, региону Емилија-Ромања.
Према процени из 2011. у насељу је живело 206 становника. Насеље се налази на надморској висини од 726 м.